# Télé programmes
Télé Programmes est un magazine de programmes de télévision qui paraît toutes les deux semaines en France.

## Historique
Télé Programmes est un magazine quinzomadaire français appartenant à la catégorie de la presse de télévision. Il fait partie de la catégorie des « quinzomadaires ».
Il a été créé par Frédéric Truskolaski en 2020.

## Contenu éditorial
Son contenu comprend les programmes des chaînes de la TNT française, des chaînes thématiques distribuées par les opérateurs internet ainsi que celles de Canal+.
On y trouve aussi le courrier des lecteurs, une vue d’ensemble des émissions à venir, des jeux, des recettes culinaires et l’horoscope de la quinzaine.

## Tirage et diffusion
| Période | Diffusion France Payée | Diffusion Totale |  |
| ------- | ---------------------- | ---------------- |  |
| 2024    | 161 560                | 161 560          |  |
| 2023    | 147 394                | 147 394          |  |
| 2022    | 122 661                | 122 661          |  |
| 2021    | 103 166                | 103 166          |  |

Source ACPM